# قرش الجيب
القرش جيب هو سمك القرش عائلة (Dalatiidae)، العضو الوحيد من جنس (Mollisquama)، وجدت في المياه العميقة قبالة تشيلي في جنوب شرق المحيط الهادي ومؤخرا في خليج المكسيك. وهو يتميز عن أسماك القرش الأخرى بأثنين من الجيوب بجانب زعانفها الأمامية. الغرض منها غير معروف. الجيوب تعتبر كبيرة، وتقدر حوالي أربعة في المئة من طول جسم القرش. بعض الباحثين افترض أنها قد تفرز نوعا من متوهجة السائل أو الفيرومونات فيرومون.
وكانت العينة الأولى التي تم العثور عليها انثى (40 سم الطول الكلي (TL))، التي اتخذت على عمق 330 متر، في عام 1979 وايضا في فبراير من عام 2010، 14 سم (5.5 في) تم القبض على عينه أخرى في عمق 305 كم (190 ميل) قبالة سواحل ولاية لويزيانا، في خليج المكسيك.

## وصلات خارجية
- The IUCN listing of Threatened Species entry for mollisquama parini
- NOAA and Tulane researchers identify second possible specimen ever found